# George Achim
George Achim (n. 27 februarie 1960, Valea Chioarului, România – d. 3 octombrie 2021, Baia Mare, România) a fost un profesor de literatură contemporană la Centru Nord Baia Mare al Universității Tehnice din Cluj-Napoca (UTCN), conducător de doctorat, critic literar, poet și eseist.
A făcut studiile liceale și universitare la Cluj și București, Facultatea de Litere, specializarea română-spaniolă. În anii studenției, a făcut parte din redacția revistei studențești Echinox din Cluj. În anii ‘90 a obținut o bursă a Consiliului Europei, în specializarea Politici Culturale. Din anul 2001 a fost Doctor în Litere al Universității București cu teza Utopie și Distopie în Cultura Română.
George Achim a fost un apreciat profesor la Centru Universitar Nord Baia Mare - UTCN. În perioada 2008-2012 a fost profesor invitat (Gastprofessor) la Universitatea din Viena. De asemenea, a fost membru al Uniunii Scriitorilor, filiala Cluj Napoca.
George Achim a fost un senator PNȚCD, în legislatura 1996-2000 ales în județul Satu Mare. În cadrul activității sale parlamentare, George Achim a fost membru în grupurile parlamentare de prietenie cu Regatul Spaniei, UNESCO și Statul Israel. De asemenea, George Achim a fost membru în Comisia pentru apărare, ordine publică și siguranță națională precum și în Comisia pentru politică externă.

## Volume publicate
Cele mai importante volume publicate de George Achim sunt:

- Dinspre ieri spre nicăieri, poeme, Editura Dacia, Cluj, 1994
- Iluzia ipostaziată - Utopie și distopie în cultura română, Editura Limes, Cluj, 2002
- Revolte și consimțiri - Scriitori români din secolul XX, Editura Dacia, Cluj, 2004
- Răsfățuri și melancolii, Editura Limes, Cluj, 2007, Nord Literar Nr 1(56), ianuarie 2008. [5]
- Experimente și formule poetice românești din secolul XX, Editura Universității de Nord Baia Mare, 2009
- Dulcețuri din fructe târzii de pădure, poeme, Editura Brumar, Timișoara, 2010
- Sita de ceară - Istorii din istoria unui ținut transilvănean, Editura Școala Ardeleană, Cluj, 2018

## Cronici literare
- Sita de ceară: istorii din istoria unui ținut transilvan, cronică publicată de Mircea Platon în revista Convorbiri literare, 2017
- Una dintre cele mai fermecătoare cărți pentru copii din istoria literaturii române Arhivat în 10 martie 2014, la Wayback Machine., cronică publicată de Alex. Ștefănescu în revista România Literară, 2005
- George Achim – inconfortul „stării de gratie“ Arhivat în 15 septembrie 2013, la Wayback Machine., cronică publicată de Ion Pop în revista Cultura, 2009
- În versuri largi și maiestuoase Arhivat în 12 mai 2014, la Wayback Machine., cronică publicată de Titu Popescu în revista Steaua, 2011
- Dulceața vieții sub sabia morții Arhivat în 10 martie 2014, la Wayback Machine., cronică publicată de Liliana Truță în revista Familia, 2010
- Între două lumi Arhivat în 10 martie 2014, la Wayback Machine., cronică publicată de Carmen Ardelean în revista Caiete Silvane, 2011
- Rafinament nostalgic și noblețe de spirit[nefuncțională]
, cronică publicată de Augustin Cozmuța în revista Nord Literar, 2011
- Fleurs de Rocaille Arhivat în 10 martie 2014, la Wayback Machine., cronică publicată de Delia Pop în revista Nord Literar, 2011
- Valeriu Valegvi, un poet sedus de nostalgie Arhivat în 10 martie 2014, la Wayback Machine., cronică publicată de Maria Bologa în revista Banat, 2013
- George Achim: Dulcețuri din fructe târzii de pădure, cronică publicată de Constantin Buiciuc în revista Banat, 2012
- Utopia/distopia bibliografică Arhivat în 10 martie 2014, la Wayback Machine., cronică publicată de Alexandra Olivotto în revista România Literară, 2002
- Criticul, ca și poetul Arhivat în 7 martie 2009, la Wayback Machine., cronică publicată de Daniela Petroșel în revista Convorbiri Literare, 2010
- Aria lecturilor esențiale, cronică publicată de Florea Miu în revista Ramuri, 2007

## Interviuri și articole
Se includ aici interviurile și articolele disponibile on-line:
- FILOZOFIE. George ACHIM, Iluzia ipostaziata, Cristina Ciucu, Observator cultural - numărul 142, noiembrie 2002
- George Achim, poetul care le dă lecții vienezilor, interviu apărut în Graiul Maramureșului din 31 iulie 2010
- Trăim în plină mascaradă, articol publicat de Liviu Ioan Stoiciu pe blogul personal în 3 septembrie 2010
- George Achim - Dulcețuri din fructe târzii de pădure Arhivat în 22 februarie 2014, la Wayback Machine., articol publicat de Marius Manta în revista Ateneu, 8 noiembrie 2011
- George Achim și dialectica iubirii Arhivat în 22 februarie 2014, la Wayback Machine., articol publicat de Iulia Vilcovschi în revista Magazin Sălăjan, 1 iulie 2012
- Ca roman, imi văd condiția de european precum pașoptiștii: bine înfipt în solul patriei Arhivat în 7 februarie 2018, la Wayback Machine., Daniela Sitar-Tăut în dialog cu George Achim (I), publicat în revista Nord Literar, iunie 2017
- Ca roman, imi văd condiția de european precum pașoptiștii: bine înfipt în solul patriei Arhivat în 7 februarie 2018, la Wayback Machine., Daniela Sitar-Tăut în dialog cu George Achim (II), publicat în revista Nord Literar, iulie-august 2017
- Portrait d'une femme Arhivat în 6 februarie 2018, la Wayback Machine., articol publicat de Viorel Muresan în Caietele Silvane, februarie 2016
- Interviu cu prilejul lansării volumului Sita de ceară, acordat în 3 februarie 2018
- Interviu in emisiunea Reactiv - ziarMM, publicat în 25 martie 2020
- FOSTUL SENATOR DE SATU MARE, GEORGE ACHIM, A DECEDAT. OMAGIU ADUS DE PRIETENPresaSM - 6 octomrbie 2021